# 川本貴則
川本 貴則（かわもと たかのり、1986年1月9日 - ）は、岐阜県出身の俳優である。サンミュージックブレーン所属。

## 出演

### テレビドラマ
- キッズ・ウォー - 植田カツオ 役
- さくら（NHK、2002年） - 竹内遼平 役
- WATER BOYS
- スイッチを押すとき
- 夢みる葡萄
- レガッタ
- 天才てれびくんMAX
- 水戸黄門 第35部 第6話「罠にはまったお嬢さん -日田-」 - 次郎役
- 月曜ゴールデン（TBSテレビ）
  - 「自治会長・糸井緋芽子社宅の事件簿(9)」 - 阿刀田一平役
  - 「税務調査官・窓際太郎の事件簿(17)」 - 川内哲也役
- 土曜ワイド劇場「ショカツの女(3)」

### 映画
- 生霊
- 着信アリ

### CM
- ホーユー